# 旧克里韦茨农村居民点
旧克里韦茨农村居民点（俄语：Старокривецкое сельское поселение）是俄罗斯联邦布良斯克州新济布科夫区所属的一个农村居民点。其下辖有8个居民点，行政中心为旧克里韦茨。据2015年统计，该农村居民点的人口为987人。